# Nephtys assignis
Nephtys assignis är en ringmaskart som beskrevs av Hartman 1950. Nephtys assignis ingår i släktet Nephtys och familjen Nephtyidae. Inga underarter finns listade i Catalogue of Life.